# 大理石峽谷 (亞利桑那州)
大理石峽谷（英語：Marble Canyon）是位於美國亞利桑那州可可尼諾縣的一個非建制地區。該地的面積和人口皆未知。

## 地理
大理石峽谷的座標為36°48′56″N 111°38′16″W / 36.81556°N 111.63778°W，而該地的平均海拔高度為1089米（即3573英尺）。